# Mstyczów

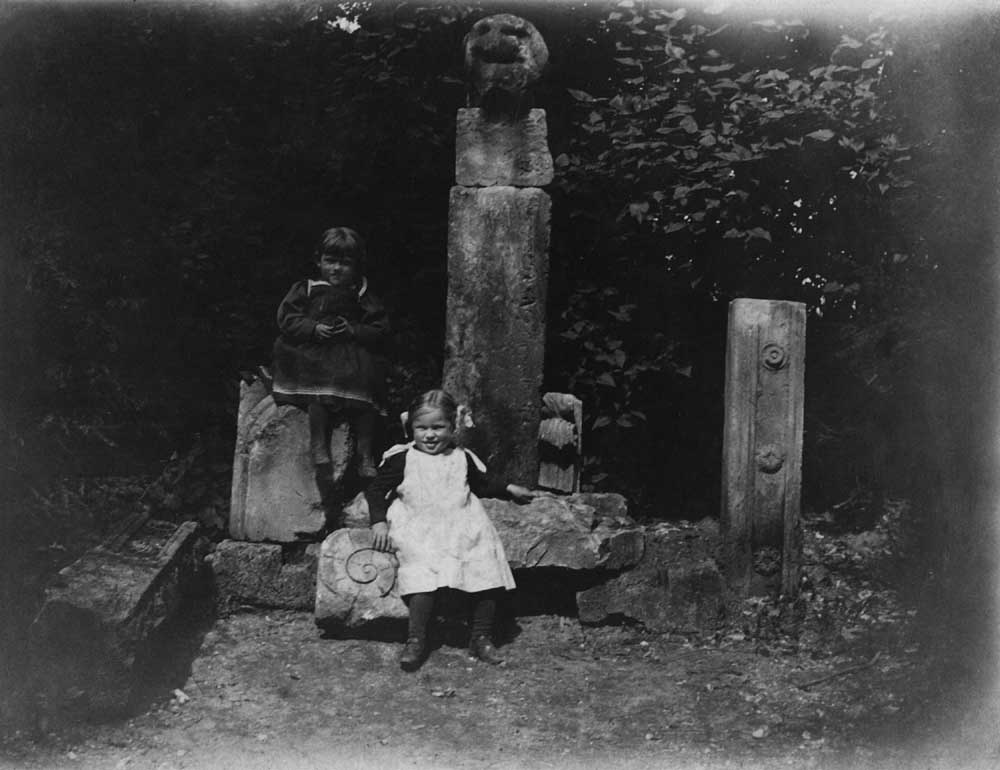
Starosłowiański bożek, głowa wyłowiona ze stawu w Mstyczowie, zdj. ok. 1909 r. z archiwum rodzinnego Anny Fryczkowskiej z d. Kugler

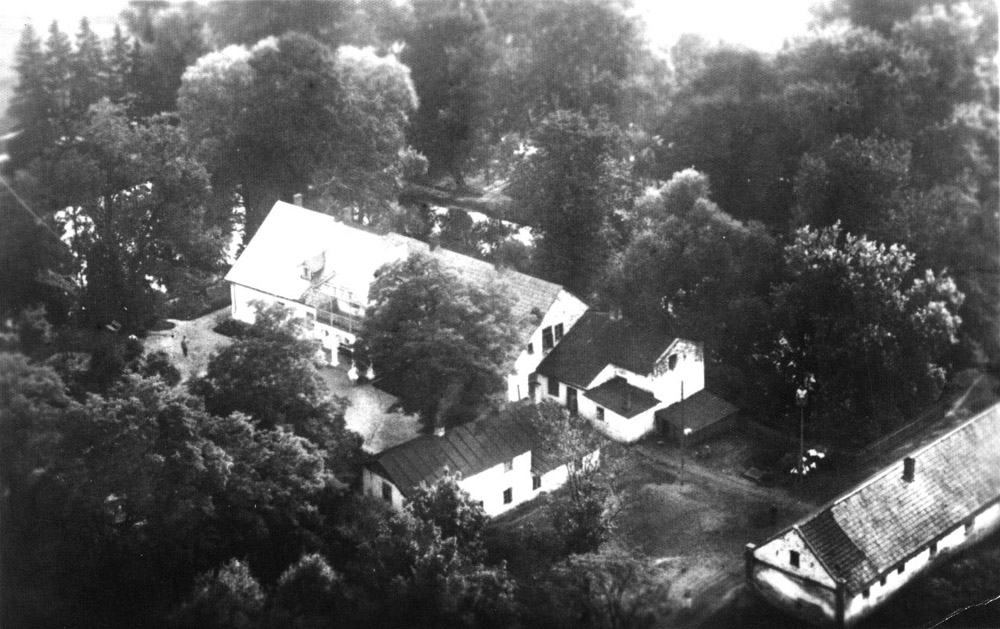
Lata 30., zabudowania dworskie na półwyspie w Mstyczowie. Zdjęcie wykonane przez Józefa Domaszewskiego, który w czasie wojny latał jako lotnik w Afryce, zmarł po wojnie w USA

Mstyczów – wieś sołecka w Polsce położona w województwie świętokrzyskim, w powiecie jędrzejowskim, w gminie Sędziszów.
Do 1954 roku siedziba gminy Mstyczów. W latach 1954–1972 wieś należała i była siedzibą władz gromady Mstyczów. W latach 1975–1998 miejscowość administracyjnie należała do województwa kieleckiego.
W miejscowości był przystanek kolejowy Mstyczów.
| SIMC    | Nazwa          | Rodzaj     |
| ------- | -------------- | ---------- |
| 0993277 | Janinów        | osada      |
| 0993283 | Józefów        | kolonia    |
| 0993290 | Przedmoszczany | przysiółek |
| 0993308 | Wojciechów     | osada      |

## Historia
W wieku XIX Mstyczów opisany był jako wieś nad rzeką Mierzawą – w gminie i parafii Mstyczów – przy trakcie z Wodzisławia do Pilicy, posiadającą kościół, młyn wodny, szkołę, tartak i pokłady torfu w okolicy, a także fabrykę dachówek.
W 1827 r. Mstyczów miał 368 mieszkańców i 40 domów. Dobra Mstyczów posiadały przeszło 2000 mórg rozległości oraz 2 folwarki: Józefów i Podsadek. Sam Mstyczów posiadał 621 morgi, w tym gruntu ornego 116, łąk 26, pastwisk 18, lasu 438, nieużytków i płacy 23 mórg. Budynków murowanych było 17, z drzewa 6.
Folwark Podsadek miał 476 mórg, budynków murowanych 1, z drzewa 3. Wieś Podsadek miała osad 50, gruntu ornego 466 mórg.
Według Paprockiego (Herbarz, str. 198) Mstyczów to starożytne gniazdo Lisów. Epitafium w Jędrzejowie wspomina Petrosława ze Mstyczowa kasztelana krakowskiego, pieczętującego się herbem Lis alias Mzura. Boniecki natomiast wymienia Ottona Lisa syna Pakosława ze Mstyczowa.
- kościół istniał w Mstyczowie już w roku 1316[7], były też dwie prebendy. W połowie XV wieku Mstyczów posiadał murowany kościół pod wezwaniem Wniebowzięcia N. Marii Panny i św. Mikołaja,
- od połowy XV w. dziedziczy na Mstyczowie rodzina Płazów, która jest jedną z najdawniejszych rodzin małopolskich, a zarazem jedną z gałęzi Toporczyków,
- Długosz w Liber beneficiorum wymienia że około 1470 r. Stanisław Płaza jest dziedzicem Mstyczowa,
- w 1507 r. właścicielami Mstyczowa byli Jan i Jakub Płazowie, którzy godzą się na skasowanie drugiego probostwa w Mstyczowie,
- około 1680 r. Mstyczów przechodzi do Męcińskich, herbu Poraj. Pierwszym właścicielem z tej linii był Jan, poseł na Sejm z 1669 roku,[8]
- od Męcińskich przechodzi Mstyczów na krótko do Jordanów (ok. 1760 r.), bo w 1767 r. jest już w rękach Skorupków,
- Józef hr. Skorupka nabył prawa własności Mstyczowa i Przedmoszczan w 1806 r.
- od Leona hr.o Skorupki w 1856 r. kupuje Mstyczów Józef Founes Pace (Borkiewicz podaje to nazwisko brzmieniu francuskim - Józef Foanes Paysse) pochodzący ze starej angielskie rodziny (Anglików sprowadza do Polski książę Lubecki – głównie specjalistów inżynierów–mechaników),
- w 1881 r. córka Józefa Founes Pace wychodzi za mąż za Ludwika Kuglera i wnosi mu w posagu majątek w Mstyczowie
- syn Ludwika – Bolesław w 1896 r. odkupił majątek ziemski w Mstyczowie od rodziny - który w rękach jego syna Tadeusza pozostał do końca II wojny światowej[8][9].

## Zabytki
- Zespół kościoła parafii Wniebowzięcia Najświętszej Marii Panny (ok. 1908)
  - kościół murowany w stylu neogotyckim zbudowany w latach 1908-1919 wg projektu arch. Kowalskiego z Kielc
  - ogrodzenie murowano-żelbetowe
- Pozostałości zespołu dworskiego z XIX w.
- Murowany zespół dworskiej cegielni Janinów (ok. 1908)
  - cegielnia
  - dom rządcy (obecnie dom nr 107)
  - młyn zbożowy
  - skład na glinę
  - stajnia
- Park z XIX w., wpisany do rejestru zabytków nieruchomych (nr rej.: A.136 z 6.12.1957)[10].